# Villers-la-Montagne
Villers-la-Montagne é uma comuna francesa na região administrativa de Grande Leste, no departamento de Meurthe-et-Moselle. Estende-se por uma área de 18,12 km². Em 2010 a comuna tinha 1 552 habitantes (densidade: 85,7 hab./km²).